# Charles Bradley (zanger)
Charles Edward Bradley (Gainesville (Florida), 5 november 1948 – New York, 23 september 2017), bijgenaamd The Screaming Eagle of Soul, was een Amerikaans zanger in de genres funk, soul en rhythm-and-blues.

## Biografie

### Vroege jaren
Tot zijn achtste jaar is Bradley opgevoed door zijn oma in Florida. Daarna nam zijn moeder hem mee naar Brooklyn, New York. In 1962 zag Bradley een optreden van James Brown. Hij was hier zo van onder de indruk, dat hij thuis ging oefenen op het geluid en de gebaren van James Brown.  
Na twee jaar op straat te hebben geleefd begon Bradley op zestienjarige leeftijd aan een koksopleiding. Zijn zangtalent bleef niet onopgemerkt, en hij vormde met medecursisten een James Brown-tribute-band. Deze viel na een zestal optredens uiteen doordat de muzikanten in militaire dienst gingen; tot een reünie is het nooit gekomen. Bradley werkte tien jaar als kok in Maine waarna hij liftend door het land trok. Via New York, Seattle, Canada en Alaska kwam hij in 1977 in Californië terecht; hij had allerlei baantjes en trad op als James Brown-imitator onder de wisselende namen "The Screaming Eagle of Soul", "Black Velvet" en zelfs "James Brown Jr". 

### No Time For Dreaming
In 1996 vroeg zijn moeder hem terug te komen naar New York. Bradley kampte met gezondheidsproblemen; hij overleefde ternauwernood een allergische reactie op peniciline, maar verloor een broer bij een schietpartij.
Bradley bleef als James Brown-imitator optreden onder de naam "Black Velvet" en kreeg begin jaren 00 een contract aangeboden bij Daptone Records nadat hij contact had gezocht met Gabriel Roth, platenbaas en tevens bassist van huisband Sharon Jones & The Dap-Kings.
Bradley hielp mee aan de bouw van de Daptone-studio, nam een aantal singles op en schreef met hulp van de Menahan Street Band de songs voor zijn debuutalbum (No Time For Dreaming) dat in januari 2011 uitkwam. Bradley ging op tournee; bij gezamenlijke optredens met Sharon Jones (†) leende hij de Dap-Kings als begeleidingsband.

### Soul of AmericaenVictim of Love
In 2012 verscheen de documentaire Soul of America (Ziel van Amerika) over het leven van Bradley.
Ondertussen werkte hij aan zijn tweede album (Victim of Love) dat in 2013 uitkwam; Bradley toerde ditmaal met zijn eigen begeleidingsband The Extraordinaires. 

### Changes
In 2016 verscheen Changes; op dit derde album coverde hij het gelijknamige nummer van de heavy metalband Black Sabbath. Bradley trad weer veelvuldig op, totdat er in augustus 2016 maagkanker bij hem werd geconstateerd. Bradley zei de resterende optredens af om voorjaar 2017 aan een nieuwe tournee te kunnen beginnen. In juli 2017 verscheen de single Grant Green; dit eerbetoon aan de gelijknamige jazzgitarist is een samenwerking met de Britse muzikant Mr. Jukes.
Begin september 2017 annuleerde hij opnieuw een reeks geplande concerten nadat bleek dat de kanker was uitgezaaid naar de lever. Charles Bradley overleed op 23 september 2017 op 68-jarige leeftijd aan de gevolgen van de ziekte.

### Black Velvet
In 2018 verscheen Black Velvet met restopnamen van de vorige albums en zeldzame covers van Neil Young's Heart of gold en Nirvana's Stay Away. Laatstgenoemd nummer was in 2011 al verkrijgbaar op het tribute-album Newermind van muziekmaandblad Spin.

## Discografie

### Studioalbums
| Jaar | Album                | Label & catalogusnummer                   |
| ---- | -------------------- | ----------------------------------------- |
| 2011 | No Time For Dreaming | Daptone Records DAP-021 / Dunham DUN-1001 |
| 2013 | Victim of Love       | Daptone Records / Dunham                  |
| 2016 | Changes              |                                           |

### Singles
| Jaar | Titel                                                                      | Uitgevoerd door                                         | Label & catalogusnummer                   |
| ---- | -------------------------------------------------------------------------- | ------------------------------------------------------- | ----------------------------------------- |
| 2002 | Take It As It Come, Pt. 1 / Take It As It Come, Pt. 2                      | Charles Bradley and Sugarman & Co.                      | Daptone Records DAP-1005                  |
| 2004 | Now That I'm Gone (Look How You're Crying) / Can't Stop Thinking About You | Charles Bradley and the Bullets                         | Daptone Records DAP-1014                  |
| 2006 | This Love Ain't Big Enough For The Two Of Us                               | Charles Bradley and the Bullets                         | Daptone Records DAP-1021                  |
| 2007 | The World (Is Going Up In Flames) / Heartaches And Pain                    | Charles Bradley & Menahan Street Band / Charles Bradley | Daptone Records DAP-1034 / Dunham DNM-102 |
| 2008 | The Telephone Song                                                         | Charles Bradley                                         | Daptone Records DAP-1041 / Dunham DUN-103 |
| 2010 | No Time For Dreaming / Golden Rule                                         | Charles Bradley & Menahan Street Band                   | Daptone Records DAP-1055 / Dunham DUN-107 |
| 2010 | Every Day Is Christmas (When I'm Lovin' You) / Mary's Baby                 | Charles Bradley featuring The Gospel Queens             | Daptone Records DAP-1058 / Dunham DUN-109 |
| 2011 | Heart Of Gold / In You (I Found a Love)                                    | Charles Bradley & Menahan Street Band                   | Daptone Records DAP-1059 / Dunham DUN-110 |
| 2013 | Strictly Reserved For You                                                  | Charles Bradley                                         | TBA                                       |

## Hitnoteringen

### Albums
| Album met eventuele hitnotering(en) in de Nederlandse Album Top 100 | Datum van verschijnen | Datum van binnenkomst | Hoogste positie | Aantal weken | Opmerkingen |
| ------------------------------------------------------------------- | --------------------- | --------------------- | --------------- | ------------ | ----------- |
| No time for dreaming                                                | 2011                  | 05-02-2011            | 34              | 11           |             |
| Victim of love                                                      | 2013                  | 06-04-2013            | 9               | 14           |             |
| Changes                                                             | 2016                  | 09-04-2016            | 9               | 3            |             |

| Album met hitnotering(en) in de Vlaamse Ultratop 200 albums | Datum van verschijnen | Datum van binnenkomst | Hoogste positie | Aantal weken | Opmerkingen |
| ----------------------------------------------------------- | --------------------- | --------------------- | --------------- | ------------ | ----------- |
| No time for dreaming                                        | 2011                  | 01-09-2012            | 36              | 8            |             |
| Victim of love                                              | 2013                  | 06-04-2013            | 6               | 75           |             |
| Changes                                                     | 2016                  | 09-04-2016            | 8               | 25           |             |

### Singles
| Single met hitnotering(en) in de Vlaamse Ultratop 50 | Datum van verschijnen | Datum van binnenkomst | Hoogste positie | Aantal weken | Opmerkingen |
| ---------------------------------------------------- | --------------------- | --------------------- | --------------- | ------------ | ----------- |
| Strictly reserved for you                            | 2013                  | 23-03-2013            | tip35           | -            |             |
| You put the flame on it                              | 2013                  | 29-06-2013            | tip3            | -            |             |

- Bibliothèque nationale de France: cb170536116 (data)
- Gemeinsame Normdatei: 1020239247
- International Standard Name Identifier: 0000 0001 1542 893X
- Library of Congress Control Number: no2011015762
- MusicBrainz: dc6d2ba1-012c-47a7-ba3f-d74e76c30d53
- Istituto Centrale per il Catalogo Unico: UBOV406196
- Virtual International Authority File: 168527784
- WorldCat: E39PBJdcxxjFfVkqxrDcCq4KBP